# 宮城県白石高等学校蔵王キャンパス
宮城県白石高等学校蔵王キャンパス（みやぎけん しろいしこうとうがっこう ざおうきゃんぱす）は、宮城県刈田郡蔵王町にある県立高等学校。

## 設置学科
- 全日制課程
  - 普通科

## アクセス
- 東北本線白石駅よりミヤコーバス「白石遠刈田線」に約25分乗車し、「曲竹」で下車。バス停留所より徒歩約5分。
- 東北本線大河原駅よりミヤコーバス「大河原遠刈田線」に約30分乗車し、「曲竹」で下車。バス停留所より徒歩約5分。

## 沿革
〈前身〉
- 1948年7月 - 宮城県白石女子高等学校円田分校として開校。
- 1960年2月 - 円田分校を蔵王分校と改称。

〈独立〉
- 1996年4月 - 宮城県白石女子高等学校蔵王校から独立して開校。当初は学年制であり、また女子高であった。
- 1999年4月 - 単位制に移行。同時に男女共学となる。
- 2016年4月 - 単位制廃止，この年度の入学生から学年制となる。
- 2025年4月1日 - 宮城県白石高等学校の分校、宮城県白石高等学校蔵王キャンパスに改称[1]

## 起業家教育
蔵王高校では、地元の企業集団「NPOざおう森の回廊」の協力を得て、平成17年（2005年）度から平成28年度（2016年度）まで、起業家教育（アントレプレナーシップ教育）を実施していた。1年次では、情報科目の中で行い、生徒の優秀なプレゼンテーションを「ビジネスアイディア甲子園」(大阪商科大学主催)に応募していた。2年次・3年次では、「アントレプレナーシップ」という学校設定科目の中で、地元企業プレゼンテーションと独自の商品開発を行った。成果は、あすなろ祭(文化祭)での開発商品販売や起業家教育発表会において「ざおう森の回廊」の経営者や地元の人たちに公開されていた。

## 部活動
- 運動部
  - 卓球部（男女）
  - テニス部（男女）
  - バドミントン部（男女）
  - 陸上競技部（男女）
  - 硬式野球部（男）
  - バレーボール愛好会
  - ゲートボール部

- 文化部
  - 自然科学部
  - 音楽部
  - 美術部
  - 手芸部
  - JRC部
  - コンピュータ部
  - 茶道部
  - 華道部